# Franz Bauer (Bildhauer)

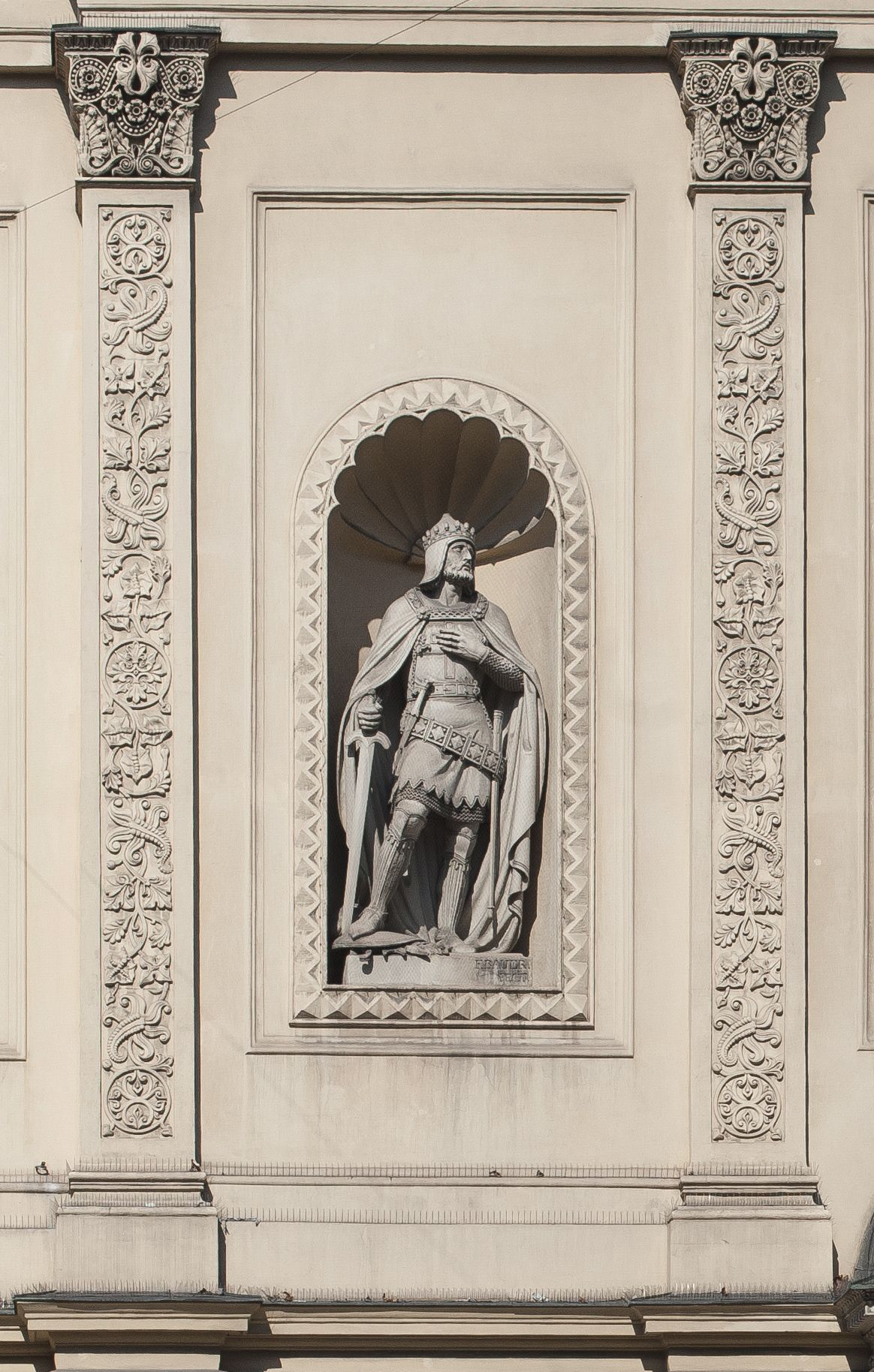
Hl. Ferdinand, Nischenfigur an der Fassade der Johann-Nepomuk-Kirche, Wien, Praterstraße

Franz Bauer (* 1798 in Wien; † 14. März 1872 ebenda) war ein österreichischer Bildhauer in spätklassizistischer Tradition.

## Leben
Bauer studierte ab 1814 an der Wiener Akademie der bildenden Künste bei Johann Nepomuk Schaller und arbeitete ab 1815 auch im Atelier von Josef Klieber. Ein Reisestipendium führte ihn nach Rom, wo er unter anderem im Atelier von Bertel Thorvaldsen arbeitete. 1842 kehrte er nach Wien zurück und unterrichtete bis zu seinem Tod an der Akademie der Bildenden Künste, ab 1852 als Professor an der sog. Vorbereitungsschule. Ab 1865 leitete er die allg. Bildhauerschule.
Seine berühmtesten Schüler waren Karl Kundmann, Anton Paul Wagner, Johannes Benk, Rudolf Weyr und Victor Tilgner.

## Werke
- Pieta (Marmor), Kunsthist. Museum, 1841/1842
- Hl. Ferdinand, Nischenfigur an der Johann-Nepomuk-Kirche (Leopoldstadt), 1844
- Hl. Figur am Portal der Altlerchenfelder Pfarrkirche, um 1858